# Chrodechild

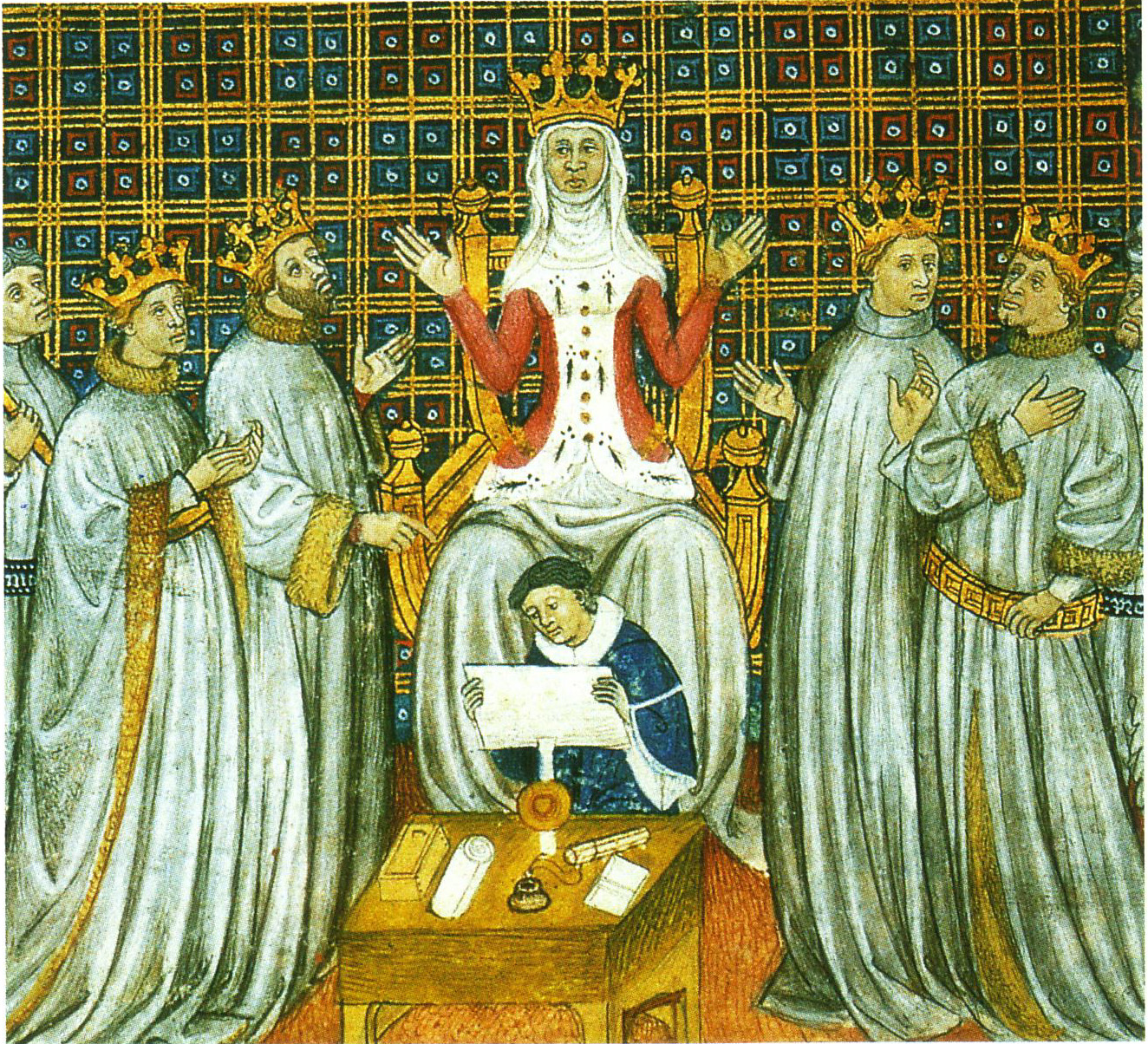
Chrodechild mit ihren vier Söhnen auf einer Miniatur in den Grandes Chroniques de Saint-Denis

Chrodechild (auch Chrodichild, Chrodechilde, latinisiert Chrodigildis; die Namensformen Chlothilde, Clothilde, Klothilde, unter denen sie in der spätmittelalterlichen und neuzeitlichen Literatur rezipiert wird, sind nicht authentisch) (* um 474 in Lyon; † 3. Juni 544 in Tours) war die zweite Frau von Chlodwig I. und durch diese Ehe Königin der Franken. Als heilige Clothilde bzw. Chlothilde wird sie von der Kirche verehrt.

## Leben
Sie wurde als Tochter des burgundischen Teilkönigs Chilperich II. geboren und starb im Kloster Saint-Martin de Tours. Die früher teilweise vertretene Ansicht, dass ihre Mutter die im Jahr 506 gestorbene fromme Königin Caretene gewesen sei, wird in der modernen Forschung eher nicht mehr aufrechterhalten. Jedenfalls war sie eine Nichte der Burgunderkönige Gundobad und Godegisel.
Chrodechild und ihre Schwester wurden, nach dem Tod ihres Vaters um 490, durch ihren Onkel Godegisel an dessen Hof in Genf erzogen. Chrodechild heiratete den merowingischen Frankenkönig Chlodwig I. (Chlodewech) zwischen 492 und 494 unter der Bedingung, dass sie ihre christliche Religion weiter ausüben durfte. Sie bekannte sich zum Katholizismus und trug zur Entscheidung Chlodwigs bei, ebenfalls diese Form des Christentums und nicht den bei anderen Germanenvölkern verbreiteten Arianismus anzunehmen. Um 501 hatte Gundobad das burgundische Recht aufzeichnen lassen, 506 folgte die Lex Romana Burgundionum für die Romanen.
Ihre Kinder wurden alle – die beiden älteren Söhne Ingomer und Chlodomer bereits vor ihrem Vater – getauft. Als jedoch Ingomer früh verstarb und Chlodomer schwer erkrankte, gab Chlodwig der Religion seiner Frau daran die Schuld. Erst als der zweite Sohn wieder gesundete und Chlodwig bei der Schlacht von Zülpich gegen die Alemannen den christlichen Gott um Hilfe anflehte und die Schlacht gewann, konvertierte er – und damit sein Reich – zum katholischen Christentum.
Zum Weihnachtsfest 497, 498 oder 499 ließ sich Chlodwig mit 3000 anderen Franken von Bischof Remigius von Reims taufen. Wegen ihres Beitrags zu diesem Entschluss wurde Chrodechild kirchlicherseits als Wegbereiterin für den katholischen Glauben in Europa betrachtet.
Aus der Ehe mit Chlodwig hatte sie vier Söhne und eine Tochter:
- Ingomer, * etwa 493 oder 494, † sehr jung
- Chlodomer, von 511 bis 524 König in Orléans
- Childebert I., von 511 bis 558 König in Paris
- Chlothar I., von 511 bis 561 König in Soissons, später König der Franken
- Chlodechild, † 531, begraben in der Apostelkirche in Paris; sie heiratete 526 oder 527 den Westgotenkönig Amalarich

Nach dem Tod ihres Sohnes Chlodomer auf einem Feldzug gegen die Burgunden im Jahr 524 übernahm Chrodechild den Schutz seiner drei minderjährigen Söhne, ihrer Enkel Theudoald, Gunthar und Chlodoald (Chlodowald), um deren Erbrecht im Reich des verstorbenen Königs zu sichern. Dies scheiterte aber am Widerstand Childeberts I. und Chlothars I., die das Reich Chlodomers aufteilen und die Erbansprüche ihrer unmündigen Neffen ausschalten wollten. Wie der Geschichtsschreiber Gregor von Tours berichtet, brachten Chlothar und Childebert mit einer List die Kinder in ihre Gewalt und ließen dann Chrodechild fragen, ob die Kinder geschoren und damit herrschaftsunfähig gemacht oder getötet werden sollten. Chrodechild antwortete, sie wolle die Kinder lieber tot als herrschaftsunfähig sehen. Darauf tötete Chlothar den zehnjährigen Theudoald und den siebenjährigen Gunthar eigenhändig; Chlodoald wurde unter nicht näher bezeichneten Umständen vor seinem Onkel gerettet und überlebte durch Eintritt in den geistlichen Stand.
Nach dem Tode Chlodwigs 511 gründete Chrodechild, die sich nach Tours zurückgezogen hat, Klöster und stiftete Kirchen. Sie wurde – wie ihr Mann und ihre Tochter – in der Apostelkirche in Paris, der späteren Kirche Sainte-Geneviève bestattet.
Als heilige Clothilde wird sie als Patronin der Frauen und Notare verehrt. Sie wird oft mit einem Kirchenmodell und einem Buch, den Armen spendend, dargestellt. Ihr Fest ist der 3. Juni. Sébastien Mamerot nennt in seiner Histoire des neuf preux et des neuf preuses (1460–1461) als eine der Neun Guten Heldinnen. Nach ihr wurden unter anderem die Basiliken Ste-Clotilde (Paris) und Ste-Clotilde (Reims) benannt.